# Fehérvasárnap
Fehérvasárnap (latinul Dominica in albis, az ünnepi introitus alapján: quasi modo-vasárnap, a magyar néphagyományban: mátkálóvasárnap, komálóvasárnap) húsvét utáni, vagyis húsvét nyolcadát (a fehérhetet) záró vasárnap,  amelyet a II. vatikáni zsinat óta húsvét második vasárnapjának nevez a katolikus egyházi naptár. Nevét onnan kapta, hogy a nagyszombaton keresztelt katekumenek ezen a napon vehették le a fehér ruhát, amelyet egy héten át viseltek.
II. János Pál pápa erre a napra tette az isteni irgalmasság vasárnapjának ünnepét.
A nap neve a keleti katolikus egyházaknál tamásvasárnap, szakrális tartalma a halottakról való megemlékezés, a „halottak húsvétja” volt.

## Egyházi, vallási jelentés
A korai kereszténységben a felnőtteket nagyszombaton keresztelték, akik a liturgia során – a tisztaságot jelképező – fehér ruhát kaptak. A frissen kereszteltek ezt a ruhát egy hétig viselték, és húsvét utáni szombat este, illetve vasárnap vették le. Keresztszüleik ilyenkor megvendégelték őket, ezzel megünnepelve a keresztgyerek–keresztszülő közötti lelki rokonságot. A keresztelés későbbi évfordulóján is ajándékokkal emlékeztették őket a keresztség szentségében való újjászületésre.

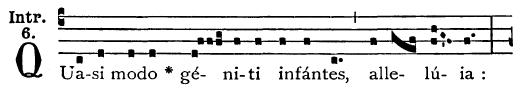
Quasi modo geniti infantes - ünnepi gregorián introitus

A húsvét nyolcadát záró vasárnapi szentmise introitusa is ezt fejezi ki: „Mint újszülött csecsemők kívánjatok lelki, vizezetlen tejet, hogy tőle felnőjetek az üdvösségre, alleluja.” A latin változat (Quasi modo geniti infantes, rationabile, sine dolo lac concupiscite) kezdő szavai után kapta az ünnep a quasi modo-vasárnap, Quasimodogeniti nevet.
A katolikus liturgia szerint ezen a napon az evangéliumból Szent Tamás apostol történetét olvassák fel, aki először nem hitte el a többi apostolnak, hogy Jézus feltámadt, és az Úr következő megjelenésekor lett hívő, amikor láthatta és megérinthette őt. Innen ered az ünnep alternatív neve: tamásvasárnap, melyet a keleti katolikus egyházak használnak.

## Népszokások, néphagyomány
Amikor a felnőttkeresztség helyett az újszülöttek megkeresztelése terjedt el, Magyarországon szokásba jött, hogy ezen a napon választották ki a következő gyermek számára a keresztszülőt (komát), és ezt komatál küldésével fejezték ki, ami lehetett jelképes (pl. piros tojás, gyümölcsök), vagy akár az ünnepi asztalról vett igazi bőségtál is.
A komálás változataként alakult ki egyes vidékeken a mátkálás, ami a fiatal lányok szertartásos barátságkötése volt, amit hímes tojások vagy  mátkatál cseréjével pecsételtek meg. Az ajándékot a legtöbb helyen nem személyesen adták át, hanem fehérbe öltözött kisebb lányokkal küldték, akik a kiszemelt mátkához belépve így szóltak: „N. N. tiszteli, ha megmátkálná a tojást!” A szoros kapcsolat legalább férjhezmenetelig tartott, de akár egész életre szólhatott, különösen, ha később keresztkomák (egymás gyermekeinak keresztanyjai) is lettek. A mátkálás után a lányok egymást kegyelmezik, azaz magázták és mátka-, vagy komaasszonynak szólították.
|  | Komatálat kaptam, Föl is aranyoztam. Koma küldi komának, Koma váltsa magának! (Komázó mondóka Somogyból) | Mátka, mátka, mátkázzunk, Hónap délre komázzunk. Ha éljünk, ha haljunk, Mindig mátkák maradjunk. (Mátkázó versike Ormánságból) |  |

A fehérvasárnap népies neve a népszokások miatt mátkálóvasárnap, vagy komálóvasárnap. Hahóton a neve mátkavasárnap, az Ormánságban mátkázóvasárnap, a csángóknál mátkaváltó vasárnap.
Némely vidéken szokás volt, hogy a farsang óta férjhez ment lányok fehérvasárnapon menyasszonyi ruhájukban mentek a szentmisére, de koszorú és fátyol nélkül.